# 江苏故事广播
江苏故事广播，是江苏省广播电视总台的一个以故事为播出内容的频率，主要播出的内容有当代畅销小说、纪实文学、历史档案、传统评书、惊险悬疑、情感故事、传奇揭秘、童话故事、广播剧等，全天播音24小时。

## 节目
- 老歌回忆录
- 悬疑故事
- 畅听风云榜
- 城市记忆
- 养生课堂
- 笑话江湖
- 档案揭秘
- 新闻故事
- 拍案惊奇
- 故事俱乐部
- 祥康
- 情感故事
- 武侠剧场
- 新书快读
- 经典阅读

## 主持人
- 张严
- 聂梅
- 范舟
- 孙达
- 王鹏
- 小强
- 戚欣